# アガゴ県
アガゴ県(アガゴけん、英語：Agago District)はウガンダの北部地域中部の県。
県都はアガゴ。
2014年の人口は22万7486人。

## 地理
- 北：キトゥグム県
- 北東：コティド県
- 東：アビム県
- 南：オツケ県
- 西：パデル県

県都アガゴは、道なりでキトゥグムから南東約80kmに位置する。

また、首都カンパラから道なりで北約370kmに位置する。

## 歴史
2010年7月1日、パデル県の東部を割いて新設された。

## 人口
- 1991年：10万700人
- 2002年：18万4000人
- 2012年：29万9700人[3]
- 2014年：22万7486人